# Jean-Marie Bockel
Jean-Marie Bockel (Straatsburg, 22 juni 1950) is een Frans politicus.

## Biografie
Hij studeerde rechten in zijn geboorteplaats en werd in 1974 gekozen tot voorzitter van de Jeunesses socialistes van het departement Haut-Rhin. Oorspronkelijk behoorde hij tot de linkervleugel van de Parti socialiste (PS), maar hij schoof geleidelijk aan naar rechts. De definitieve breuk met de linkervleugel van de socialistische partij voltrok zich in 1991 toen Bockel geheel in tegenstelling tot linkse socialisten een enthousiast pleitbezorger was van Franse samenwerking met de Amerikanen tijdens de Golfoorlog.
Zijn carrière in de landelijke politiek begon toen hij in 1981 voor het departement Haut-Rhin in de Nationale Vergadering werd gekozen. Van 1984 tot 1986 was hij staatssecretaris van Handel en Toerisme en in 1986 was hij gedurende enkele maanden minister van Handel en Toerisme. Hij was daarna wederom lid van de Nationale Vergadering totdat hij in 2002 bij de verkiezingen werd verslagen. In 2004 belandde hij in de Senaat.
Bockel ontwikkelde zich in de jaren negentig tot een van de grootste critici binnen zijn eigen partij. Anders dan veel andere socialisten streefde hij een grondig vernieuwing van de partij na. Hij deed zich kennen als een voorstander van privatisering en een bewonderaar van de sociaaldemocratie zoals in het Verenigd Koninkrijk werd ontwikkeld door premier Tony Blair. In 2001 richtte hij voor dit doel de club "Gauche moderne" (Modern Links) binnen de PS om de partij in de richting van het sociaalliberalisme te stuwen. In 2003, tijdens het partijcongres van de PS in Dijon, hield hij een bijdrage getiteld "Voor een modern socialisme", waarin hij nogmaals zijn ideeën uiteenzette.
In juni 2007, na de verkiezingsoverwinning van Nicolas Sarkozy, aanvaardde Bockel het staatssecretariaat van La Francophonie in het centrumrechtse kabinet van François Fillon, waarna hij door de socialistische partij werd uitgesloten. Van 2008 tot 2009 was hij staatssecretaris van Defensie en Veteranenzaken en van 2009 tot 2010 staatssecretaris van Justitie.
Nadat hij zijn lidmaatschap van de PS was kwijtgeraakt richtte hij in september 2007 een nieuwe partij op, La Gauche moderne (LGM), die zich achter het beleid van Sarkozy schaarde. Na de verkiezing van Hollande tot president van Frankrijk werkte LGM nauw samen met andere partijen van het politieke midden. In 2012 sloten Bockel en zijn partij zich aan bij de Union des démocrates et indépendants (UDI), een centrumrechtse partij. Na de verkiezingen van 2014 maakt hij deel uit van de UDI-UC fractie in de Senaat na voorheen respectievelijk deel te hebben uitgemaakt van de PS-fractie (2004-2007), de RDSE-fractie (2010-2011) en de UCR-fractie (2011-2014).
Hij was van 1989 tot 2010 burgemeester van Mulhouse. Na zijn ontslag als burgemeester is hij als gemeenteraadslid nog altijd betrokken bij de politiek in Mulhouse.

## Persoonlijke opvattingen
Bockel is een groot bewonderaar van de Britse oud-premier Tony Blair en de Duitse oud-bondskanselier Gerhard Schröder. Hij vertaalde hun pamflet The Third Way/Die Neue Mitte in het Frans onder de titel Troisième Gauche (Derde Links).
Hij is een voorstander van recht en orde, eigen verantwoordelijk van de burger, solidariteit en een grote zelfstandigheid van het maatschappelijk middenveld.